# أبو المطامير البحرية
قرية أبو المطامير البحرية هي إحدى القرى التابعة لمركز أبو المطامير في محافظة البحيرة في جمهورية مصر العربية. حسب إحصاءات سنة 2006، بلغ إجمالي السكان في أبو المطامير البحرية 8200 نسمة، منهم 4059 رجل و4141 امرأة.